# Papagaio-cubano
Amazona leucocephala, conhecido como papagaio-cubano , é uma espécie de papagaio de cor verde e de tamanho médio encontrado em florestas e matas secas de Cuba, Bahamas e Ilhas Cayman, no Caribe.